# Кубок Убер 1975
7-й Кубок Убер (крупнейшее международное соревнование по бадминтону среди женских команд) прошёл в сезоне 1974—1975 годов. Он начинался в четырёх квалификационных зонах — Азиатской, Австралазиатской, Европейской и Панамериканской. Обладатель кубка прошлого сезона — команда Японии — была избавлена от необходимости проходить квалификацию, и играла сразу во 2-м раунде плей-офф. В конце сезона четыре победителя зон съехались в Джакарту (Индонезия), где, вместе с текущим обладателем кубка, провели между собой плей-офф и определили двух участников, в заключительном раунде сразившихся за кубок.

## Команды и зоны
| Австралазиатская зона - Индонезия (не участвовала в квалификации) - Австралия - Новая Зеландия | Азиатская зона - Индия - Малайзия | Европейская зона - Англия - Дания - Швеция - Нидерланды - ФРГ - Шотландия | Панамериканская зона - Канада - США |

## Итоги зональных турниров
В Австралазиатской зоне Австралия победила 4-3 Новую Зеландию. В Азиатской зоне Малайзия разгромила Индию со счётом 6-1. В Европейской зоне в финале Англия обыграла Данию 5-2. В Панамериканской зоне Канада обыграла США со счётом 5-2.

## Плей-офф

### Первый раунд
| Канада    | 4—3          | Австралия |
| Япония    | во 2-й раунд |           |
| Индонезия | 7—0          | Малайзия  |
| Англия    | во 2-й раунд |           |

### Второй раунд
| Япония    | 6—1 | Канада |
| Индонезия | 5—2 | Англия |

## Финальный раунд
| Индонезия | 5—2 | Япония |